# Cholomiza praeflava
Cholomiza praeflava là một loài bướm đêm trong họ Geometridae.